# Aphytis diaspidis
Aphytis diaspidis är en stekelart som först beskrevs av Howard 1881.  Aphytis diaspidis ingår i släktet Aphytis och familjen växtlussteklar. Inga underarter finns listade i Catalogue of Life.